# Mangano (tessile)

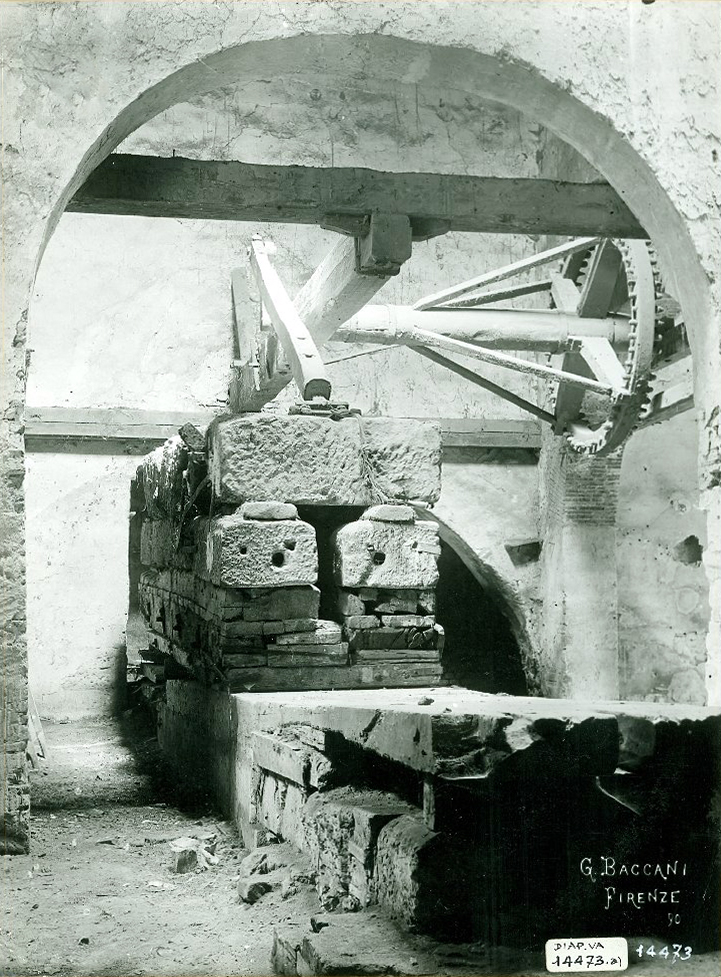
Un antico mangano a Firenze, secondo la tecnica medievale

Il mangano è un macchinario costituito da semicilindri in acciaio o carbonio, all'interno dei quali ruotano dei rulli, un tipo di pressa o calandra, usato nell'industria tessile e nella lavanderia. Ve ne sono di tipologie diverse per i differenti usi.

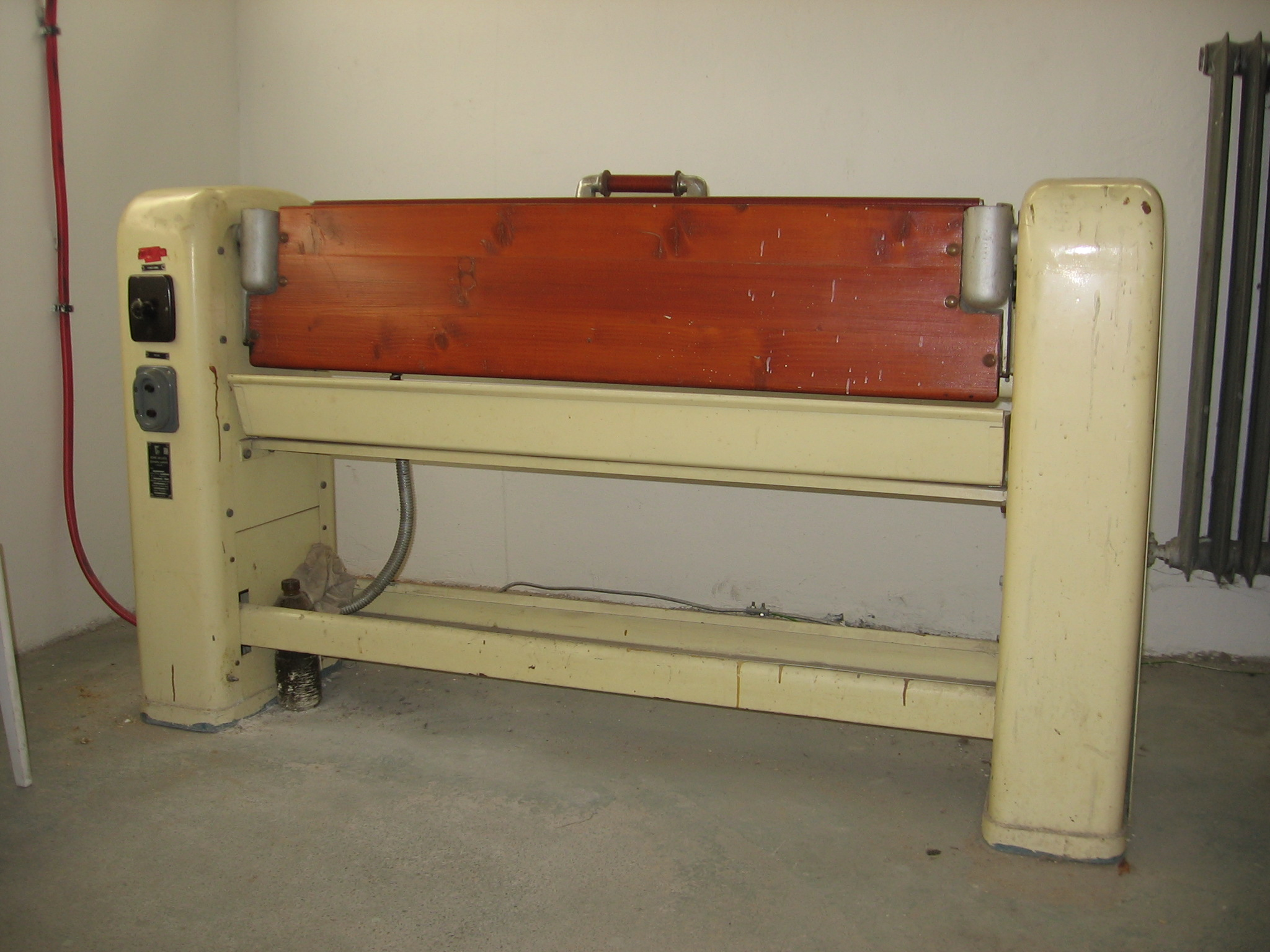
Moderno mangano elettrico

## Finissaggio dei tessuti
Nei trattamenti di finissaggio le pezze di tessuto finite vengono fatte passare tra i pesanti rulli del mangano, operazione chiamata manganatura, per modificarne l'aspetto e la mano, con rulli lisci e riscaldati il tessuto assume un aspetto liscio e lucido, con appositi rulli si ottengono grinzature.

## Stampa tessile
Mangani erano usati in tutta Europa nella finitura delle pezze soprattutto di lana e lino. A Firenze esisteva ad esempio si era conservato almeno un mangano di proprietà dell'Arta della Lana, a trazione animale, che muoveva una grande pietra sopra un'altra, stirando le pezze e applicandovi il marchio dell'Arte (fu distrutto nel Risanamento). 
Unico superstite in Europa è il grande mangano ad attivazione umana tuttora usato per la preparazione dei tessuti da stampare nell'Antica stamperia Marchi, a Santarcangelo di Romagna, in provincia di Rimini. Composto da una grande ruota in legno di castagno, risalente al 1633, si attiva camminandoci dentro e serve a stirare e "dare il lustro" ai tessuti.

## Stiratura

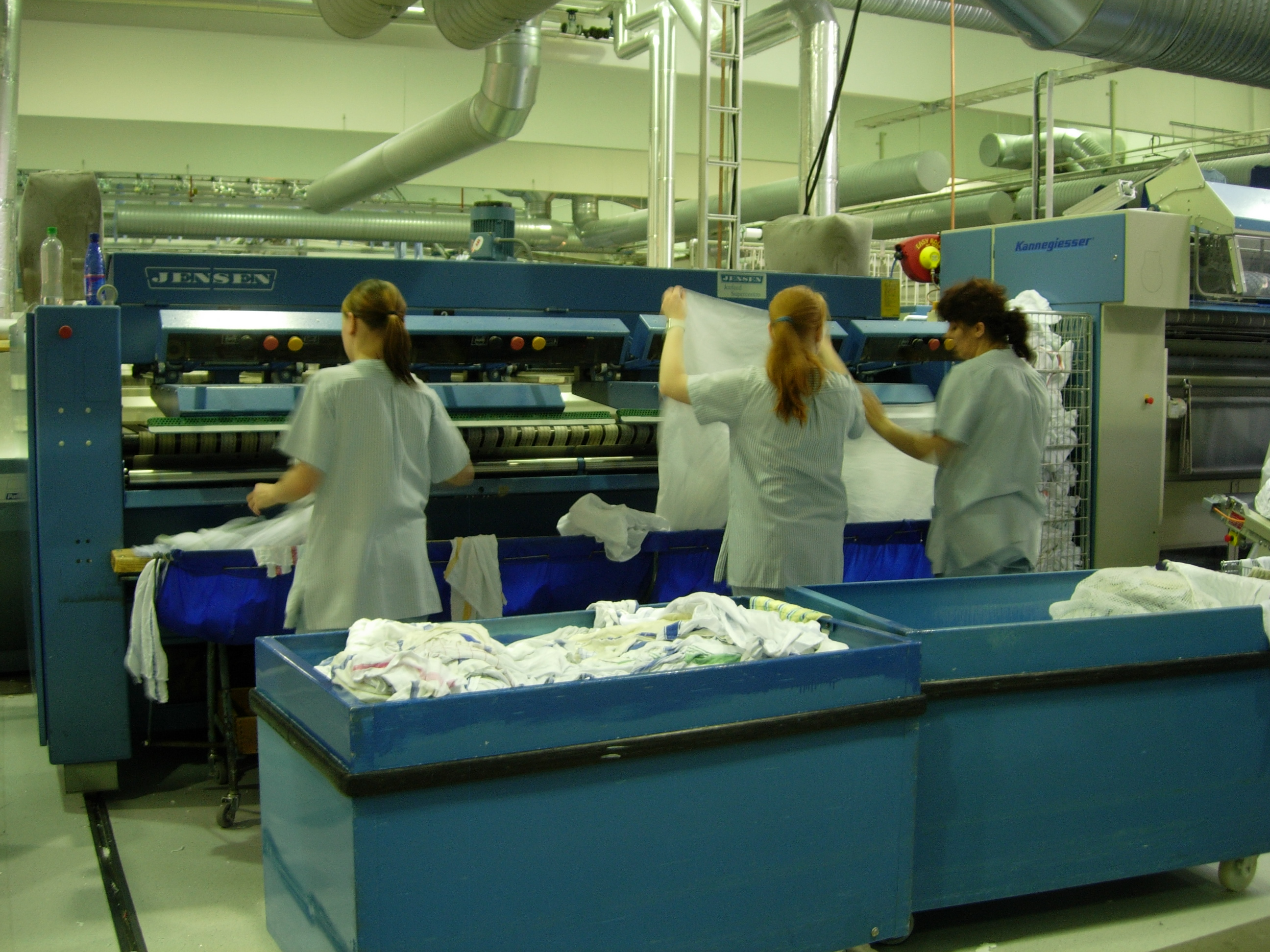
Mangano per stiratura industriale

La stiratrice professionale per capi di biancheria piana è costituita da conche e rulli, può essere a conca mobile o a conca fissa e rullo mobile. Le conche sono dei semicilindri in acciaio o acciaio al carbonio riscaldate normalmente a 180 °C circa da vapore che scorre in intercapedini. Oltre i mangani a vapore esistono delle varianti a gas diretto, ad olio diatermico o elettriche (la cui conca è riscaldata da lunghe serpentine). Nei mangani ad olio diatermico, le conche sono riscaldate da serpentina o intercapedine posta sotto la conca attraverso cui fluisce, spinto da pompa, l'olio caldo (220 °C circa); possono essere provvisti di caldaia riscaldatrice di olio diatermico incorporata nella carcassa del mangano (si dicono mangani a gas) oppure da allacciare a impianto termico esterno. I rulli sono forati in modo che il vapore acqueo risultato dallo stiro e asciugamento dei capi li attraversi per poi essere aspirato fuori dal mangano tramite dei ventilatori posti nei lati del rullo stesso. I rulli sono ricoperti di molle che possono essere elicoidali individuali, elicoidali ottenute da un unico filo avvolto su un nastrino di acciaio o lamellari. Le molle vengono poi coperte da un panno detto mollettone.
Le caratteristiche salienti di un mangano sono il numero dei rulli, la larghezza di stiro che varia da 500 mm a 4000 mm e il diametro del rullo variabile fino a 2000 mm. La biancheria da stirare viene inserita manualmente attraverso dei nastri di introduzione, oppure automaticamente tramite utilizzo di appositi macchinari detti "introduttori", e scorrendo tra rullo e conca viene asciugata e stirata. Generalmente all'uscita del mangano v'è una macchina detta "piegatrice" la quale in maniera automatica provvede alla piegatura dei tessuti appena stirati, oppure possono essere dotati di vasche per raccogliere la biancheria stirata. I mangani devono avere dei dispositivi di sicurezza salva mani, alla stregua delle taglierine professionali e delle presse industriali. I mangani sono utilizzati principalmente nelle lavanderie industriali, nei grandi alberghi, nelle comunità e nei condomini, ma anche nelle lavanderie a gettone.

## Strizzatura

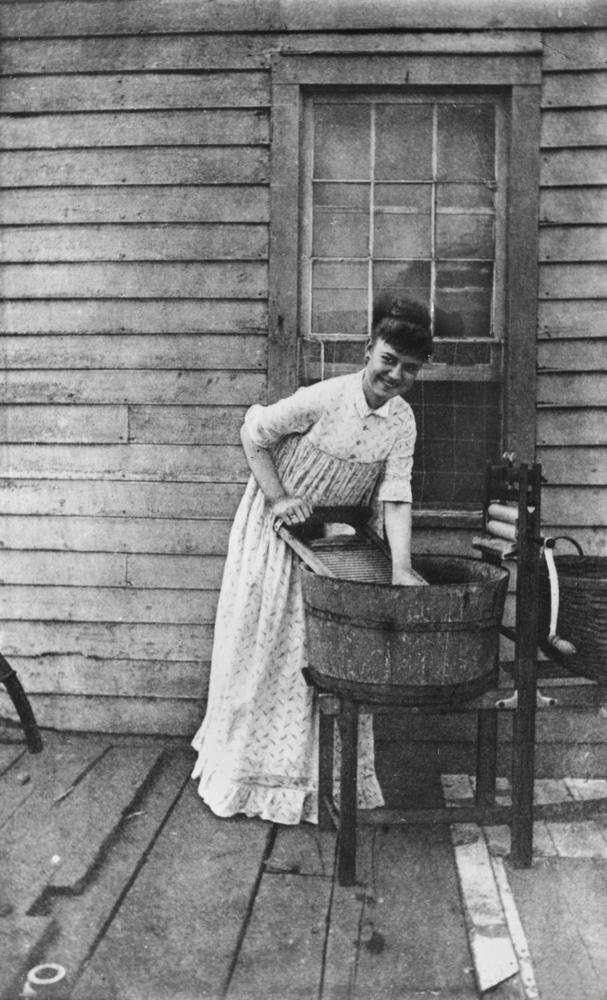
Strizzatura dei panni con mangano

Due rulli azionati da motore o manovella che strizzano i panni che vengono fatti passare tra loro.